# Haloclavidae
Haloclavidae is een familie uit de orde van de zeeanemonen (Actiniaria). De familie is voor het eerst wetenschappelijk beschreven door Verrill in 1899. De familie omvat 6 geslachten en 25 soorten.

## Geslachten
- Anemonactis
- Eloactis
- Haloclava Verrill, 1899
- Harenactis Torrey, 1902
- Ilyanthus Forbes, 1840
- Mesacmaea Andres, 1883
- Metapeachia
- Oractis McMurrich, 1893
- Peachia Gosse, 1855
- Philomedusa
- Siphonactinia
- Stephanthus